# Gianluca Busio
Gianluca Busio (Greensboro, 2002. május 28. –) amerikai válogatott labdarúgó, az olasz Venezia középpályása.

## Pályafutása

### Klubcsapatokban
Busio az Észak-Karolina állambeli Greensboro városában született. Az ifjúsági pályafutását a Greensboro United és a North Carolina Fusion csapatában kezdte, majd a Sporting Kansas City akadémiájánál folytatta.
2017-ben mutatkozott be a Sporting Kansas City észak-amerikai első osztályban szereplő felnőtt keretében. 2021. augusztus 9-én négyéves szerződést kötött az olasz első osztályban érdekelt Venezia együttesével. Először a 2021. augusztus 27-ei, Udinese ellen 3–0-ra elvesztett mérkőzésen lépett pályára. Első gólját 2021. október 1-jén, a Cagliari ellen idegenben 1–1-es döntetlennel zárult találkozón szerezte meg.

### A válogatottban
Busio az U15-ös és az U17-es korosztályú válogatottakban is képviselte Amerikát.
2021-ben debütált a felnőtt válogatottban. Először a 2021. július 12-ei, Haiti ellen 1–0-ra megnyert mérkőzés 62. percében, Jackson Yueillt váltva lépett pályára. Első válogatott gólját 2023. július 2-án, a Trinidad és Tobago ellen 6–0-ás győzelemmel zárult CONCACAF-aranykupa csoportkör mérkőzésen szerezte meg.

## Statisztikák
2023. május 19. szerint
| Klub                 | Szezon   | Osztály  | Bajnokság | Bajnokság | Kupa  | Kupa | Nemzetközi | Nemzetközi | Összesen | Összesen |
| Klub                 | Szezon   | Osztály  | Meccs     | Gól       | Meccs | Gól  | Meccs      | Gól        | Meccs    | Gól      |
| -------------------- | -------- | -------- | --------- | --------- | ----- | ---- | ---------- | ---------- | -------- | -------- |
| Sporting Kansas City | 2018     | MLS      | 7         | 1         | 1     | 0    | —          | —          | 8        | 1        |
| Sporting Kansas City | 2019     | MLS      | 22        | 3         | 1     | 0    | 3          | 0          | 26       | 3        |
| Sporting Kansas City | 2020     | MLS      | 23        | 2         | 0     | 0    | —          | —          | 23       | 2        |
| Sporting Kansas City | 2021     | MLS      | 13        | 2         | 0     | 0    | —          | —          | 13       | 2        |
| Sporting Kansas City | Összesen | Összesen | 65        | 8         | 2     | 0    | 3          | 0          | 70       | 8        |
| Venezia              | 2021–22  | Serie A  | 29        | 1         | 0     | 0    | —          | —          | 29       | 1        |
| Venezia              | 2022–23  | Serie B  | 28        | 0         | 0     | 0    | —          | —          | 28       | 0        |
| Venezia              | Összesen | Összesen | 57        | 1         | 0     | 0    | 0          | 0          | 57       | 1        |
| Összesen             | Összesen | Összesen | 122       | 9         | 2     | 0    | 3          | 0          | 127      | 9        |

### A válogatottban
| Válogatott       | Év       | Pályára lépés | Gól |
| ---------------- | -------- | ------------- | --- |
| Egyesült Államok | 2021     | 8             | 0   |
| Egyesült Államok | 2022     | 1             | 0   |
| Egyesült Államok | 2023     | 2             | 1   |
| Összesen         | Összesen | 11            | 1   |

#### Góljai a válogatottban
| # | Időpont         | Helyszín                                                      | Ellenfél           | Gólok | Eredmény | Kiírás                     |
| - | --------------- | ------------------------------------------------------------- | ------------------ | ----- | -------- | -------------------------- |
| 1 | 2023. július 2. | Bank of America Stadion, Charlotte, Amerikai Egyesült Államok | Trinidad és Tobago | 5–0   | 6–0      | 2023-as CONCACAF-aranykupa |

## Sikerei, díjai
Amerikai U17-es válogatott
- U17-es CONCACAF-bajnokság
  - Döntős (1): 2019

Amerikai válogatott
- CONCACAF-aranykupa
  - Győztes (1): 2021

- CONCACAF Nemzetek ligája
  - Győztes (1): 2022–23